# 日産バリューアップ
日産バリューアップとは、2005年4月1日から実施されている日産自動車の新三ヵ年事業計画新中期計画であり、日産再生の完了に伴う具体的な収益性、成長、投下資本利益率についての3つのコミットメントから成る明確なプランである。
この計画の下で、日産は全世界でのプレゼンスの向上を図る。その一環として、インフィニティを世界一流のラグジュアリーブランドとして投入して、当時北米、台湾、中近東で販売していたインフィニティを韓国、中国、ロシアへも導入した。
また、これを実施するにあたり、日産自動車は4つの主なブレークスルー（打開策）を追求する。

## コミットメント
- 同計画の期間中3ヵ年の各年度においてグローバルな自動車業界の中でトップレベルの営業利益率の維持
- 2008年度において、グローバル販売台数420万台の実現
- 同計画期間中平均で投下資本利益率(ROIC)20％（手許資金を除く）

## ブレークスルー
- インフィニティをグローバルに展開して一流のラグジュアリーブランドにすること。
- 小型商用車の販売台数を2004年度から40%増大し、2007年度末には434,000台以上を達成し、2007年度末までに小型商用車の連結営業利益率を8%以上に引き上げること。
- LCC（リーディング・コンペティティブ・カントリー）からの部品・サービスの調達。
- 大幅な地理的拡大（中国、タイ、湾岸諸国、エジプト、ロシア、東ヨーロッパにおけるプレゼンスの強化と、新たな市場であるインド、パキスタン等における拡大）。